# 2005-ös Vuelta ciclista a España
A 2005-ös Vuelta a España volt a 60. spanyol körverseny. 2005. augusztus 27-e és szeptember 18-a között rendezték. A versenyt eredetileg Roberto Heras nyerte, de miután megbukott egy doppingvizsgálaton az orosz Gyenyisz Menysov örökölte meg a győzelmet. Heras azonban fellebbezett a döntés ellen és 2012-ben a spanyol legfelsőbb bíróság visszaadta neki a győzelmét, miután kiderült, hogy a doppingmintáit nem megfelelő módon tárolták.

## Végeredmény
|     | Versenyző             | Csapat                     | Idő            |
| --- | --------------------- | -------------------------- | -------------- |
| 1.  | Roberto Heras         | Liberty Seguros            | 82 óra 22' 55" |
| 2.  | Gyenyisz Menysov      | Rabobank                   | + 4' 36"       |
| 3.  | Carlos Sastre         | Team CSC                   | + 4' 54"       |
| 4.  | Francisco Mancebo     | Illes Balears              | + 5' 58"       |
| 5.  | Carlos García Quesada | Comunitat Valenciana-Elche | + 8' 06"       |
| 6.  | Rubén Plaza           | Comunitat Valenciana-Elche | + 11' 36"      |
| 7.  | Óscar Sevilla         | T-Mobile Team              | + 13' 22"      |
| 8.  | Tom Danielson         | Discovery Channel          | + 16' 36"      |
| 9.  | Mauricio Ardila       | Davitamon-Lotto            | + 18' 15"      |
| 10. | Juan Miguel Mercado   | Quick Step                 | + 18' 31"      |